# Asteriscus smithii
Espèce
Synonymes
- Bubonium smithii (Webb) Halvorsen[1] [2]
- Nauplius smithii (Webb) Wiklund[1] [2]
- Odontospermum smithii Webb[1] [2]

Statut de conservation UICN

 CR B1ab(iii)+2ab(iii) : 
En danger critique
Asteriscus smithii est une espèce de plantes à fleurs de la famille des Astéracées endémique du Cap-Vert.

## Répartition et habitat
Cette espèce n'est présente que sur l'île de São Nicolau où elle pousse principalement entre 900 et 1 300 m d'altitude. Elle est confinée aux zones humides.

## Menaces
Asteriscus smithii est classée « En critique danger d'extinction » sur la liste rouge de l'UICN. Sa population est estimée entre 50 et 250 individus matures.